# Ел Пасо (окръг, Тексас)
Вижте пояснителната страница за други значения на Ел Пасо.
Окръг Ел Пасо (на английски: El Paso County) е окръг в щата Тексас, Съединени американски щати. Площта му е 2629 km², а населението - 755 085 души. Административен център е град Ел Пасо.